# Lijst van voetbalinterlands Cambodja - Turkmenistan
Deze lijst van voetbalinterlands is een overzicht van alle officiële voetbalwedstrijden tussen de nationale teams van Cambodja en Turkmenistan. De landen hebben tot op heden drie keer tegen elkaar gespeeld. De eerste ontmoeting, een kwalificatiewedstrijd voor het Wereldkampioenschap voetbal 2010, vond plaats op 11 oktober 2007 in Phnom Penh. Het laatste duel, een kwalificatiewedstrijd voor de AFC Challenge Cup 2014, werd gespeeld in Manilla (Filipijnen) op 22 maart 2013.

## Wedstrijden
| № | Plaats     | Datum           | Competitie                          | Wedstrijd               | Uitslag |
| - | ---------- | --------------- | ----------------------------------- | ----------------------- | ------- |
| 1 | Phnom Penh | 11 oktober 2007 | WK 2010 kwalificatie                | Cambodja − Turkmenistan | 0 − 1   |
| 2 | Asjchabad  | 28 oktober 2007 | WK 2010 kwalificatie                | Turkmenistan − Cambodja | 4 − 1   |
| 3 | Manilla    | 22 maart 2013   | AFC Challenge Cup 2014 kwalificatie | Turkmenistan − Cambodja | 7 − 0   |

## Samenvatting
| Competitie                     | Totaal gespeeld | Winst Cambodja | Gelijk | Winst Turkmenistan | Doelsaldo Cambodja – Turkmenistan |
| ------------------------------ | --------------- | -------------- | ------ | ------------------ | --------------------------------- |
| WK-kwalificatie                | 2               | 0              | 0      | 2                  | 1 − 5                             |
| AFC Challenge Cup-kwalificatie | 1               | 0              | 0      | 1                  | 0 − 7                             |
| Totaal                         | 3               | 0              | 0      | 3                  | 1 − 12                            |

Wedstrijden bepaald door strafschoppen worden, in lijn met de FIFA, als een gelijkspel gerekend.
FFC · Cambodjaans vrouwenelftal
Afghanistan ·
Australië ·
Bahrein ·
Bangladesh ·
Bhutan ·
Brunei ·
China ·
Equatoriaal-Guinea ·
Filipijnen ·
Guam ·
Guinee ·
Guyana ·
Hongkong ·
India ·
Indonesië ·
Irak ·
Iran ·
Japan ·
Jemen ·
Jordanië ·
Kirgizië ·
Koeweit ·
Laos ·
Libanon ·
Macau ·
Malediven ·
Maleisië ·
Mongolië ·
Myanmar ·
Nepal ·
Noord-Korea ·
Oezbekistan ·
Oost-Timor ·
Pakistan ·
Palestina ·
Qatar ·
Saoedi-Arabië ·
Singapore ·
Sri Lanka ·
Syrië ·
Tadzjikistan ·
Taiwan ·
Thailand ·
Turkmenistan ·
Vietnam ·
Zuid-Korea ·
Zuid-Vietnam
AFFA · A-internationals · Bondscoaches · Statistieken · Turkmeens vrouwenelftal · Turkmenistan U21 · Turkmenistan U20 · Turkmenistan U19 · Turkmenistan U17
1992 – 1999 ·
2000 – 2009 ·
2010 – 2019 ·
2020 − 2029
1992 ·
1993 ·
1994 ·
1995 ·
1996 ·
1997 ·
1998 ·
1999 ·
2000 ·
2001 ·
2002 ·
2003 ·
2004 ·
2005 ·
2006 ·
2007 ·
2008 ·
2009 ·
2010 ·
2011 ·
2012 ·
2013 ·
2014 ·
2015 ·
2016 ·
2017 ·
2018 ·
2019 ·
2020 ·
2021 ·
2022
Afghanistan ·
Armenië ·
Azerbeidzjan ·
Bahrein ·
Bangladesh ·
Bhutan ·
Cambodja ·
China ·
Estland ·
Filipijnen ·
Guam ·
Hongkong ·
India ·
Indonesië ·
Irak ·
Iran ·
Japan ·
Jemen ·
Jordanië ·
Kazachstan ·
Kirgizië ·
Koeweit ·
Laos ·
Libanon ·
Litouwen ·
Malediven ·
Maleisië ·
Myanmar ·
Nepal ·
Noord-Korea ·
Oeganda ·
Oezbekistan ·
Oman ·
Pakistan ·
Palestina ·
Qatar ·
Roemenië ·
Saoedi-Arabië ·
Singapore ·
Sri Lanka ·
Syrië ·
Tadzjikistan ·
Taiwan ·
Thailand ·
Verenigde Arabische Emiraten ·
Vietnam ·
Zuid-Korea